# Museo Arqueológico Zonal de Cabana
El Museo Arqueológico Zonal de Cabana es un museo arqueológico ubicado en la ciudad y distrito de Cabana, en la provincia de Pallasca en la región Áncash. El museo cuenta con 2 salas. Fue creado el 28 de febrero de 1984.